# Rhophodon kempseyensis
Rhophodon kempseyensis är en snäckart som beskrevs av Stanisic 1990. Rhophodon kempseyensis ingår i släktet Rhophodon och familjen Charopidae. IUCN kategoriserar arten globalt som otillräckligt studerad. Inga underarter finns listade i Catalogue of Life.